# Fourg
Ne doit pas être confondu avec Les Fourgs.
Fourg est une commune française située dans le département du Doubs, la région culturelle et historique de Franche-Comté et la région administrative Bourgogne-Franche-Comté.

## Géographie

### Climat
Pour des articles plus généraux, voir Climat de la Bourgogne-Franche-Comté et Climat du Doubs.
En 2010, le climat de la commune est de type climat de montagne, selon une étude du Centre national de la recherche scientifique s'appuyant sur une série de données couvrant la période 1971-2000. En 2020, Météo-France publie une typologie des climats de la France métropolitaine dans laquelle la commune est exposée à un climat semi-continental et est dans la région climatique Jura, caractérisée par une forte pluviométrie en toutes saisons (1 000 à 1 500 mm/an), des hivers rigoureux et un ensoleillement médiocre.
Pour la période 1971-2000, la température annuelle moyenne est de 10,8 °C, avec une amplitude thermique annuelle de 17,4 °C. Le cumul annuel moyen de précipitations est de 1 194 mm, avec 13,2 jours de précipitations en janvier et 9,3 jours en juillet. Pour la période 1991-2020, la température moyenne annuelle observée sur la station météorologique de Météo-France la plus proche, « Arc-et-Senans », sur la commune d'Arc-et-Senans à 8 km à vol d'oiseau, est de 11,7 °C et le cumul annuel moyen de précipitations est de 1 182,8 mm. 
La température maximale relevée sur cette station est de 41,5 °C, atteinte le 13 août 2003 ; la température minimale est de −25 °C, atteinte le 2 janvier 1971,,.
Les paramètres climatiques de la commune ont été estimés pour le milieu du siècle (2041-2070) selon différents scénarios d'émission de gaz à effet de serre à partir des nouvelles projections climatiques de référence DRIAS-2020. Ils sont consultables sur un site dédié publié par Météo-France en novembre 2022.

## Urbanisme

### Typologie
Au 1er janvier 2024, Fourg est catégorisée commune rurale à habitat dispersé, selon la nouvelle grille communale de densité à 7 niveaux définie par l'Insee en 2022.
Elle est située hors unité urbaine. Par ailleurs la commune fait partie de l'aire d'attraction de Besançon, dont elle est une commune de la couronne,. Cette aire, qui regroupe 310 communes, est catégorisée dans les aires de 200 000 à moins de 700 000 habitants,.

### Occupation des sols
L'occupation des sols de la commune, telle qu'elle ressort de la base de données européenne d’occupation biophysique des sols Corine Land Cover (CLC), est marquée par l'importance des forêts et milieux semi-naturels (55,9 % en 2018), en diminution par rapport à 1990 (57,4 %). La répartition détaillée en 2018 est la suivante : 
forêts (55,9 %), zones agricoles hétérogènes (22 %), prairies (17,2 %), zones urbanisées (3,9 %), terres arables (1 %). L'évolution de l’occupation des sols de la commune et de ses infrastructures peut être observée sur les différentes représentations cartographiques du territoire : la carte de Cassini (XVIIIe siècle), la carte d'état-major (1820-1866) et les cartes ou photos aériennes de l'IGN pour la période actuelle (1950 à aujourd'hui).

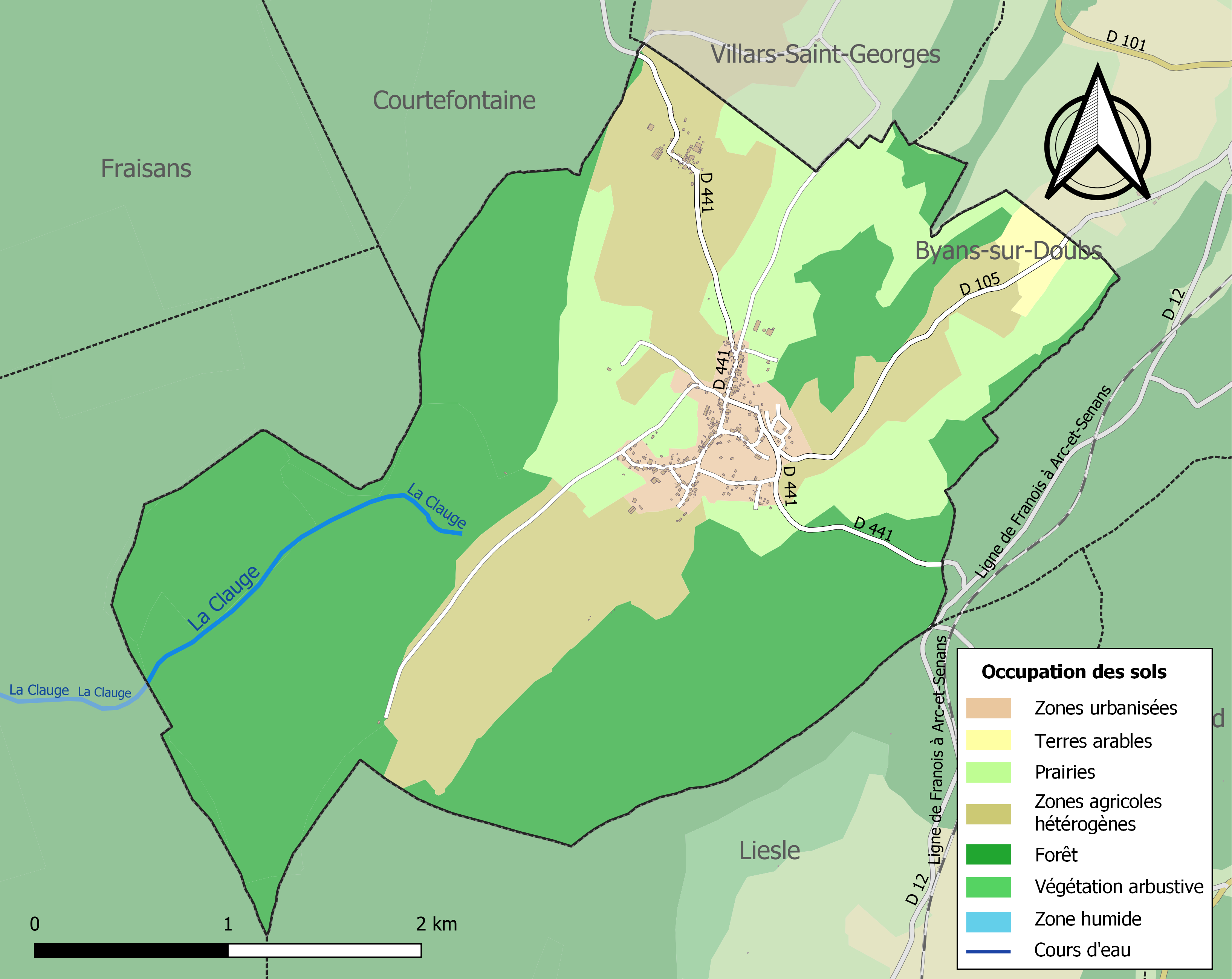
Carte des infrastructures et de l'occupation des sols de la commune en 2018 (CLC).

## Toponymie
Fourz en 1275 ; Four en 1306 ; Fourt en 1407 ; Fourg depuis 1584.
Le toponyme du bas latin furca signifie bifurcation de route.

## Politique et administration
| Période                                  | Période                      | Identité                                                | Étiquette | Qualité |
| ---------------------------------------- | ---------------------------- | ------------------------------------------------------- | --------- | ------- |
| Les données manquantes sont à compléter. |                              |                                                         |           |         |
| mars 1994                                | mars 2001                    | Pascal Dugourd                                          | RN        |         |
| mars 2001                                | mars 2008                    | Jean-Marie Aizier                                       | SE        |         |
| mars 2008                                | mars 2014                    | Michel Gigard                                           |           |         |
| mars 2014                                | En cours (au 1 er juin 2020) | Bastien Bergier Reggiani Réélu pour le mandat 2020-2026 | SE        | Employé |

## Démographie
L'évolution du nombre d'habitants est connue à travers les recensements de la population effectués dans la commune depuis 1793. Pour les communes de moins de 10 000 habitants, une enquête de recensement portant sur toute la population est réalisée tous les cinq ans, les populations de référence des années intermédiaires étant quant à elles estimées par interpolation ou extrapolation. Pour la commune, le premier recensement exhaustif entrant dans le cadre du nouveau dispositif a été réalisé en 2006.

En 2022, la commune comptait 373 habitants, en évolution de +2,47 % par rapport à 2016 (Doubs : +1,88 %, France hors Mayotte : +2,11 %).
| 1793 | 1800 | 1806 | 1821 | 1831 | 1836 | 1841 | 1846 | 1851 |
| ---- | ---- | ---- | ---- | ---- | ---- | ---- | ---- | ---- |
| 608  | 597  | 620  | 676  | 748  | 769  | 710  | 651  | 609  |

| 1856 | 1861 | 1866 | 1872 | 1876 | 1881 | 1886 | 1891 | 1896 |
| ---- | ---- | ---- | ---- | ---- | ---- | ---- | ---- | ---- |
| 559  | 525  | 502  | 419  | 423  | 430  | 399  | 353  | 325  |

| 1901 | 1906 | 1911 | 1921 | 1926 | 1931 | 1936 | 1946 | 1954 |
| ---- | ---- | ---- | ---- | ---- | ---- | ---- | ---- | ---- |
| 296  | 306  | 285  | 264  | 243  | 240  | 224  | 207  | 212  |

| 1962 | 1968 | 1975 | 1982 | 1990 | 1999 | 2006 | 2011 | 2016 |
| ---- | ---- | ---- | ---- | ---- | ---- | ---- | ---- | ---- |
| 201  | 195  | 156  | 180  | 234  | 254  | 314  | 317  | 364  |

| 2021 | 2022 | - | - | - | - | - | - | - |
| ---- | ---- | - | - | - | - | - | - | - |
| 380  | 373  | - | - | - | - | - | - | - |

## Culture locale et patrimoine

### Lieux et monuments
- Château médiéval de Fourg.

L'histoire du château est étroitement liée à celle des sires et seigneurs de Montferrand (maison de Montferrand) du XIIIe siècle au XVe siècle et affiliée à celle du comté de Bourgogne. Il fait alors partie d'un ensemble de fortifications leur appartenant, comprenant celles de Montferrand-le-Château, Thoraise, Torpes, Corcondray et Avanne.
Il est édifié en 1281 par Hugues de Monferrand, sire de Thoraise issu de la maison des sires et seigneurs de Montferrand (Montferrand-le-Château).
En 1407, le château possédait un moulin et douze chaumières.
Le château était encore habité au début du XIXe siècle. Aujourd'hui il n'en reste que quelques pierres.
- Château de Fourg

Demeure du XVIIIe siècle, inscrite au titre des monuments historiques en 1998.
- Église Saint-Germain.

L'église date de 1767.

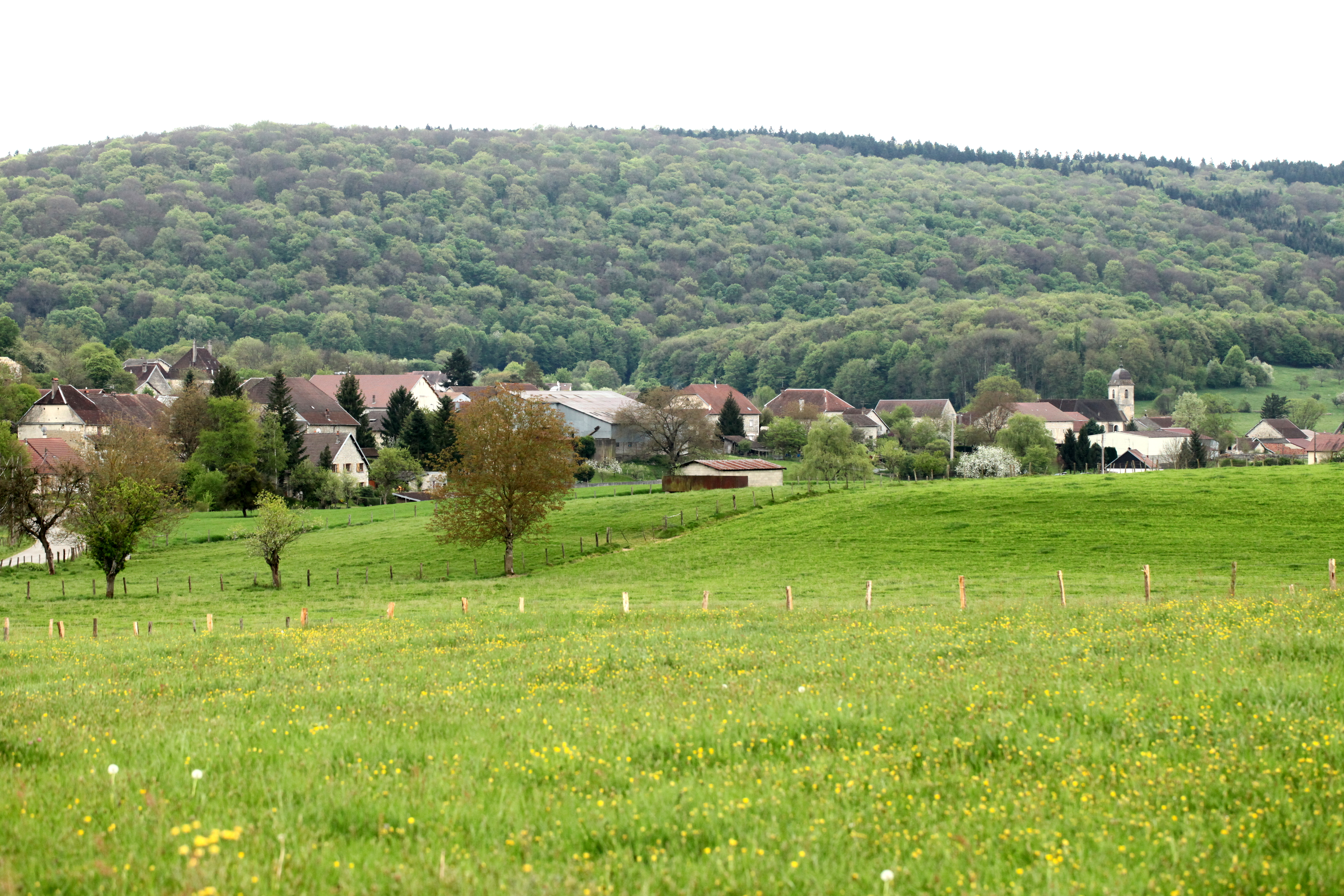
Vue du village.
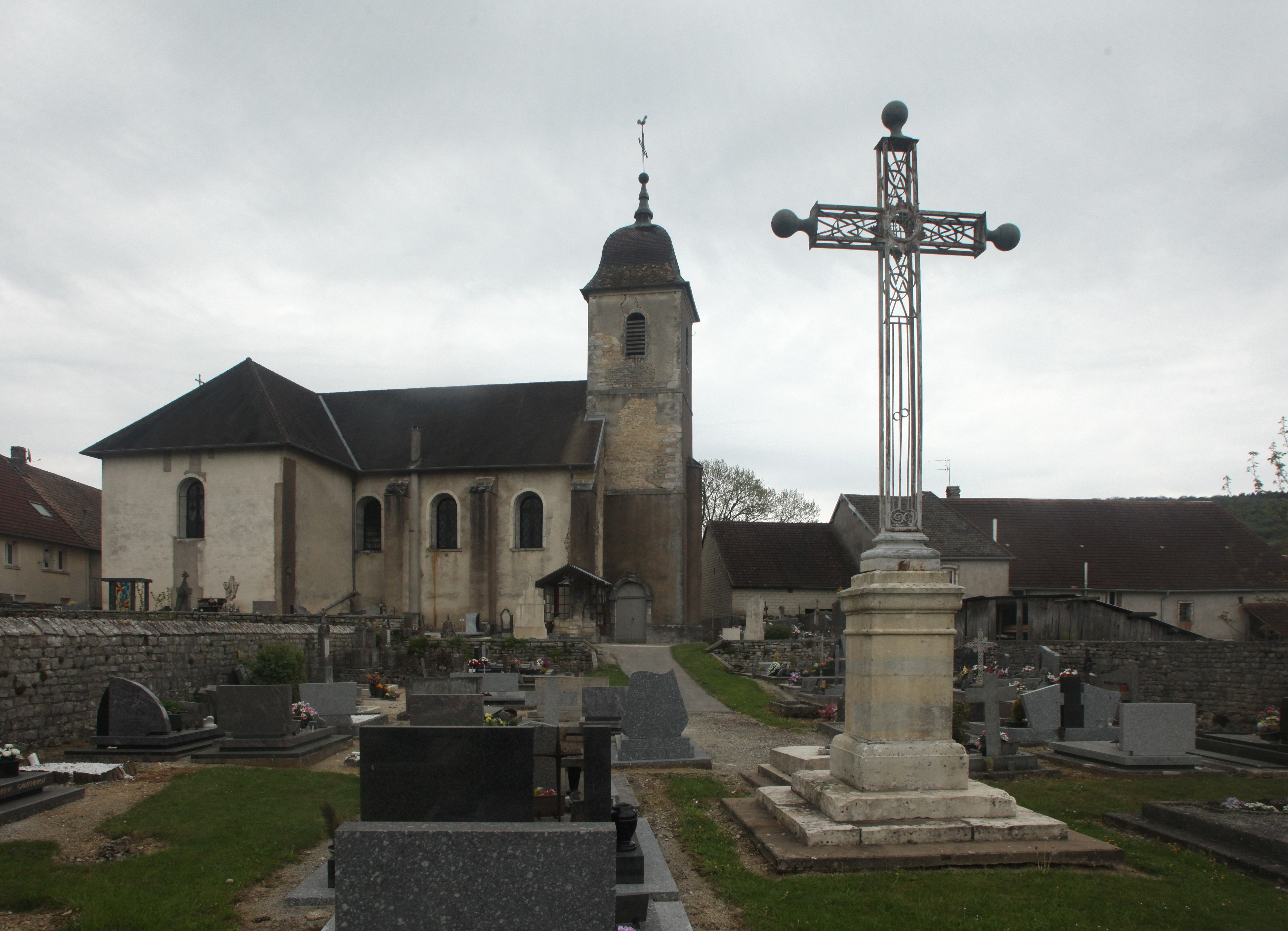
Église.
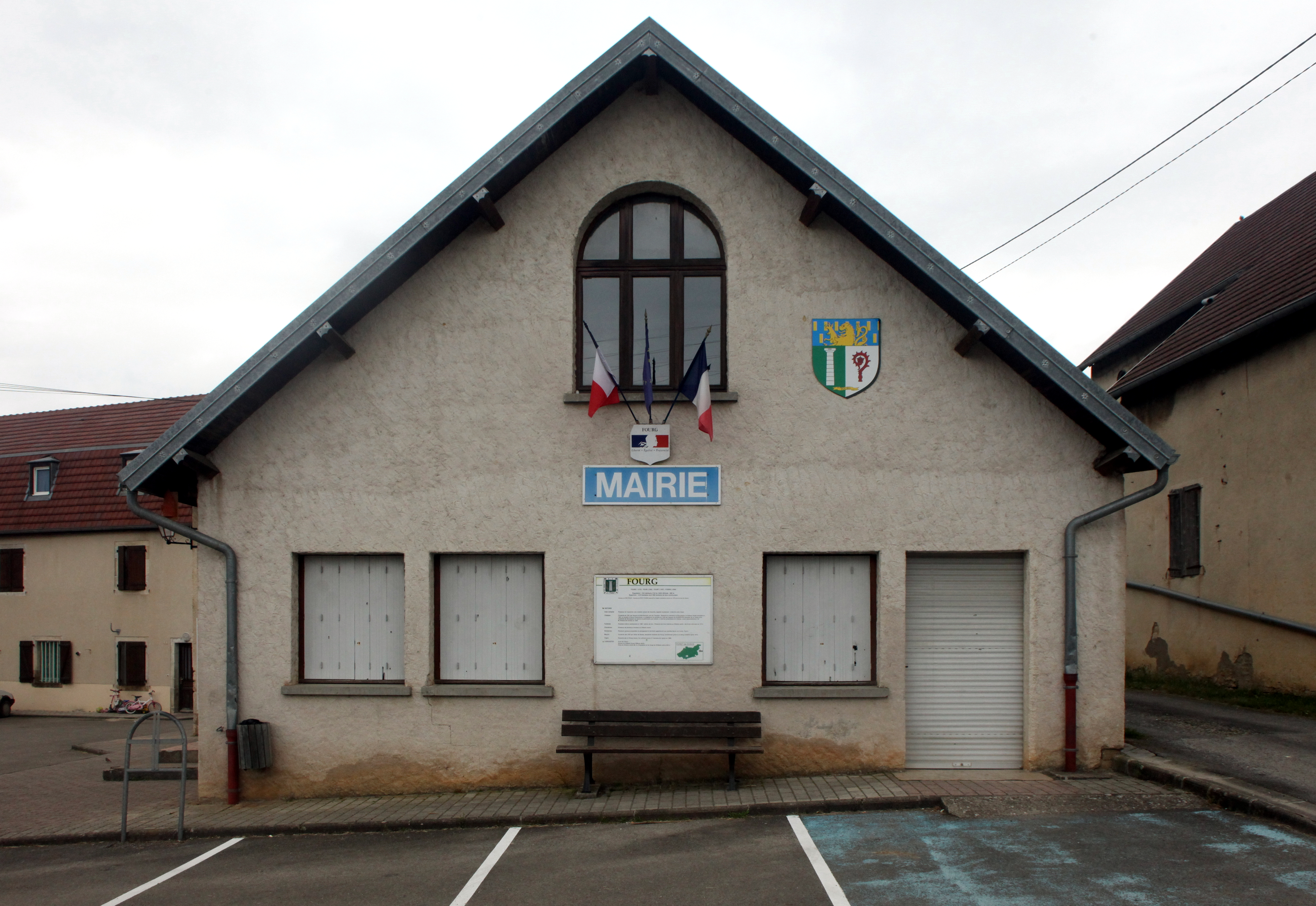
Mairie.
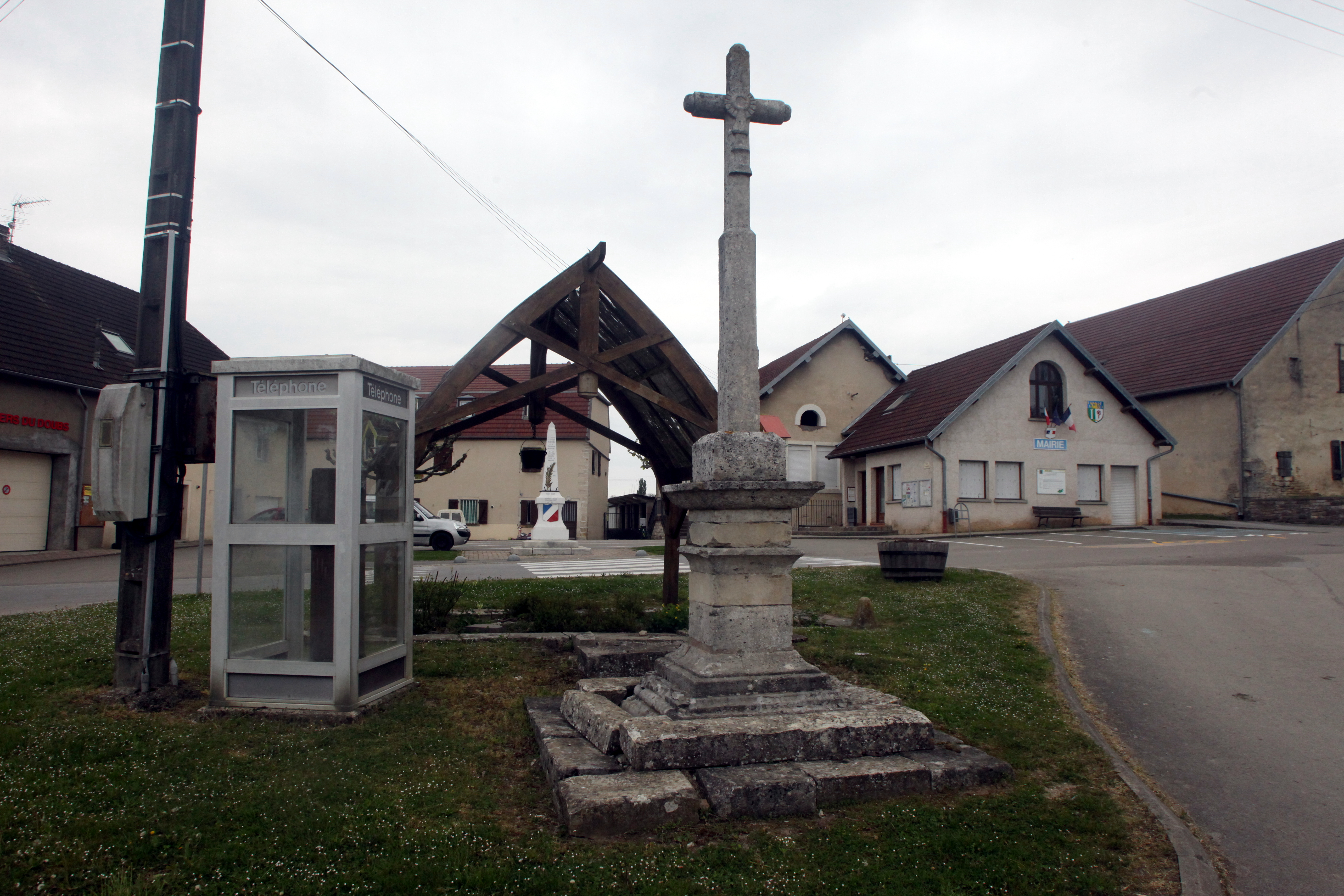
Croix.
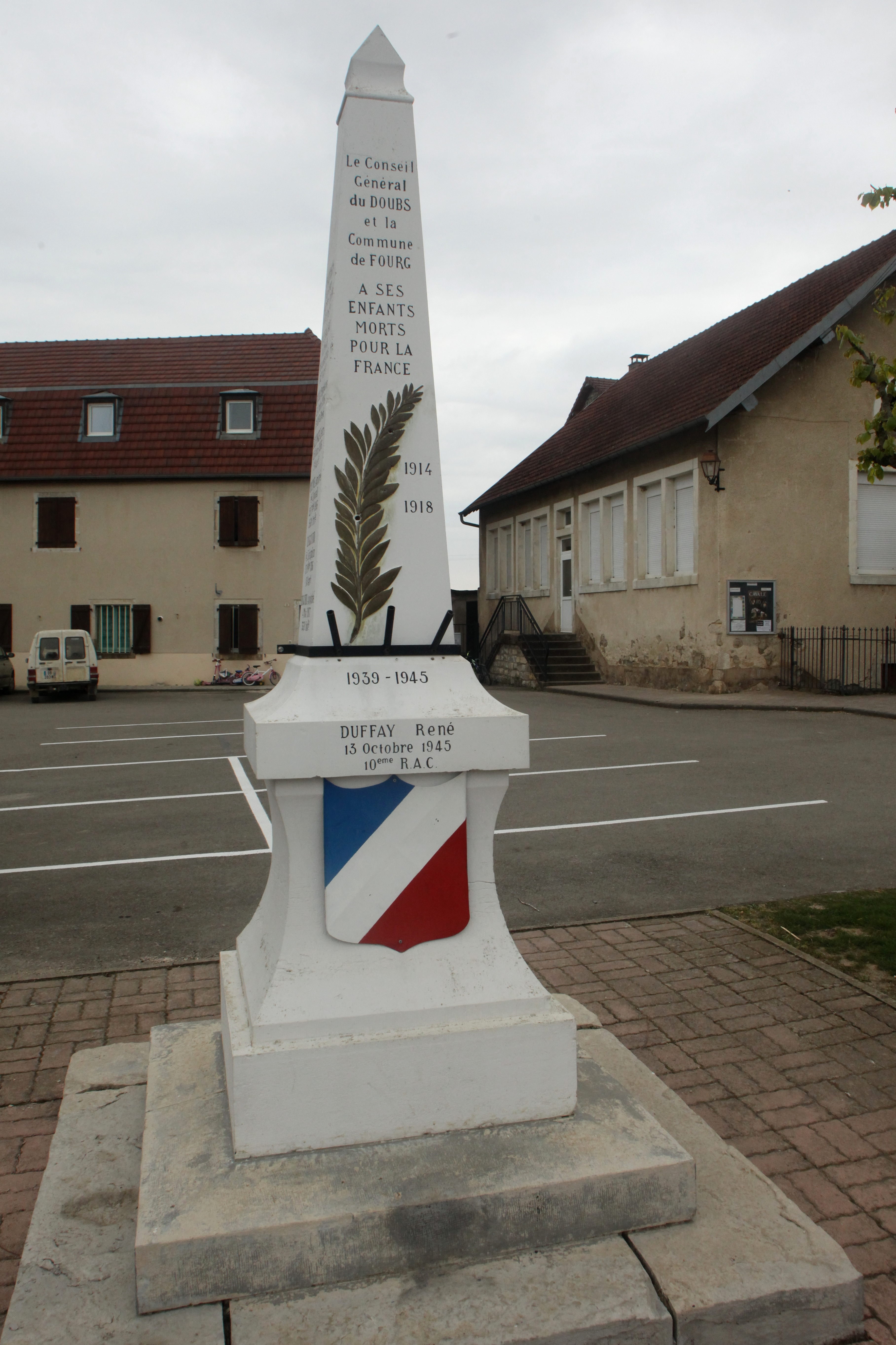
Monument aux morts.
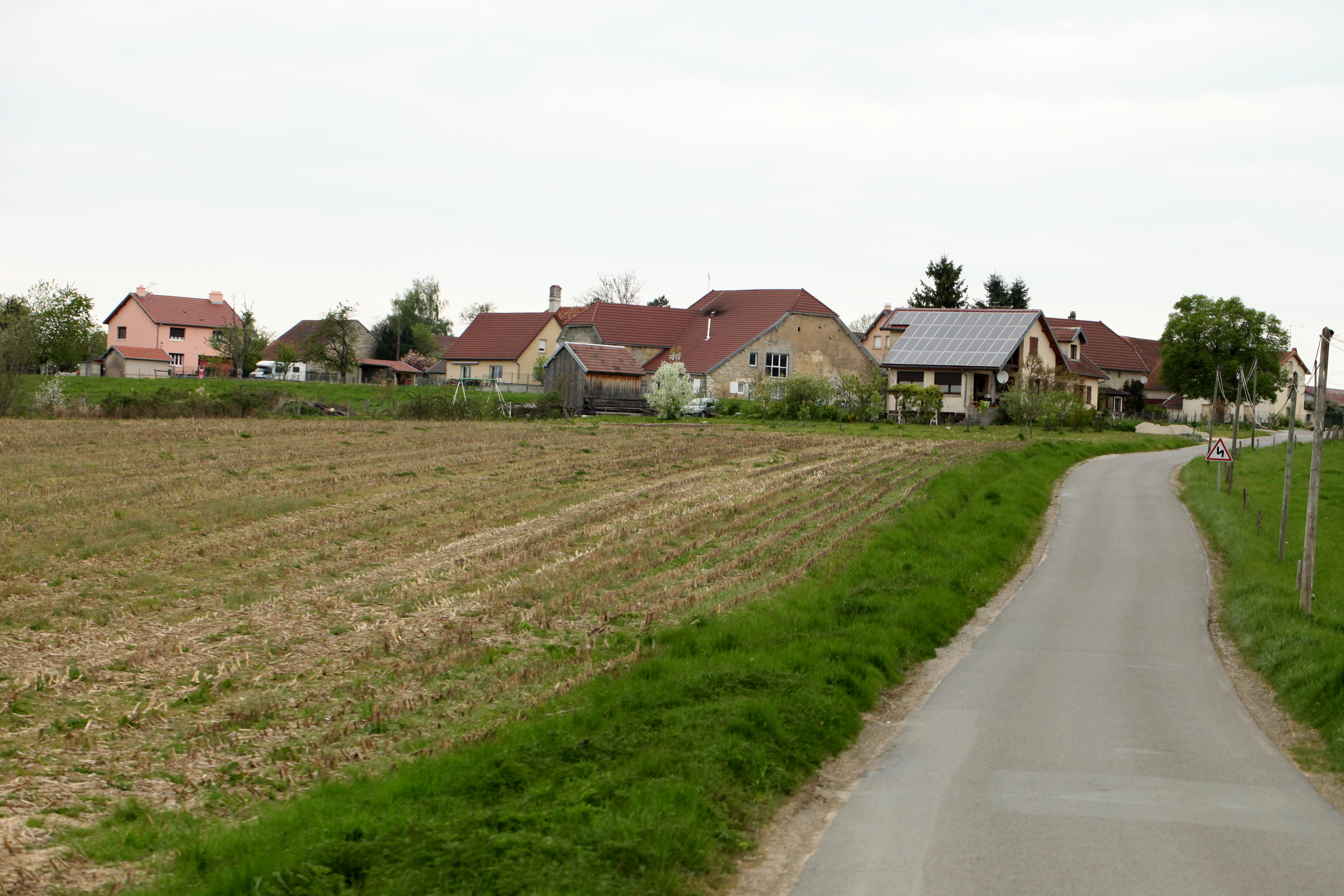
Le Prépost.

### Héraldique
| Blason de Fourg | Blason  | Parti de sinople à la colonne du lieu d'argent, et du même au crosseron de gueules ; le tout sommé d'un chef d'azur semé de billettes d'or au lion issant du même. |
| Blason de Fourg | Détails | Création de Jean-François Binon, composées et adoptées par la commune en novembre 2015.                                                                            |